# 魔道コンフィデンシャル
『魔道コンフィデンシャル』（まどうコンフィデンシャル）は、小説家の朝松健による日本のホラー伝奇小説。クトゥルフ神話の1つ。
2015年に創土社のレーベル『クトゥルーミュトスファイルズ』のために書き下ろされた。5章構成。挿画と挿絵は山田章博。冒頭には作家Glynn Owen Barrassに捧げる旨の言葉が述べられている。
実在人物であるモンタナ・ジョーを主人公に、マフィアものにクトゥルフ神話を絡めたオカルトアクション。レンのガラスをアレンジしたアイテムが登場し、2邪神陣営が奪い合う。『邪神帝国』の後日談に当たり、登場人物が続投する。また掘り下げの少なかった邪神ヨス＝トラゴンがついに本格的に登場する。

## あらすじ
ヨス＝トラゴンとナイアルラトホテップの2邪神は対立していた。ジョーはアーティファクト「レンの片眼鏡」を入手するも、ヨス＝トラゴンの眷属に追い詰められて絶体絶命となり、ナイアルラトホテップに命を助けられる代わりに使徒にされてしまう。ジョーが逆らおうとすると、ナイアルラトホテップは精神攻撃で洗脳しようとしてくる。ヨス＝トラゴンもまた、モノクルを奪い取りジョーを手中に収めようとする。
かくして、2邪神の代理戦争が、シカゴで勃発する。ヨス＝トラゴンの兵は魔術師メルゲルスハイム、ナイアルラトホテップの兵はジョー。ジョーは神門帯刀を雇い「ヨス陣営から、ジョーとモノクルを護ること」「ナイの洗脳からジョーを護ること」を依頼する。
- 1945年：ダッハウでモノクルを入手。
- 1950年：本編の出来事。
- 1983年：ナイにそそのかされたヒットマンに暗殺されかけるが、生存。マフィア犯罪の情報を提供するという条件で当局に保護される。
- 2004年：死去。

### 前日譚
ナチスが建造した強制収容所で怪事件が相次ぎ、調べたところ地下通路が見つかる。祖国遺産協会から派遣されてきたオカルトかぶれの将校たちは、「時空の歪みで生じた穴である」と結論付け、【Grube-i】と名付けると、収容所の他の職員から隔離する。穴はもともとヨス＝トラゴンを祀る祭祀場であったが、ナチどもはナイアルラトホテップの神殿に造り替え、レンのガラスを素材にしたアーティファクトを製作したり、魔術的人体実験を行う。
1937年、ベルリンにて神門帯刀は魔術師クリンゲン・メルゲルスハイムと邂逅する（邪神帝国・ヨス＝トラゴンの仮面）。
ナチスは戦争に負け、1945年4月29日深夜、米軍がダッハウを制圧する。このためにナイアルラトホテップの神殿の血からが弱まり、闇からはヨス＝トラゴンの眷属が湧き出てくる。【Grube-i】に突入した二世部隊は、人体実験施設を率いていた将校や医者を殺し、実験体たちを安楽死させてやるも、化物共に襲われ全滅する。ケン・エトウは「レンの片眼鏡」を入手するも、化物に追い詰められる。絶体絶命のエトウに、ナイアルラトホテップは命を助ける代わりに自分のしもべになるよう取引を持ち掛ける。
ただ一人生還したエトウは、ナイアルラトホテップから勝手に神兵とされ、ヨス＝トラゴンは片眼鏡を横取りしようとしてくる。戦争が終わると、ケン・エトウ一等兵は、マフィア構成員トウキョウ・ジョーとしてシカゴの暗黒街でのし上がり、異例の日本人幹部に就任する。

### 本編
1950年、ジョーのもとにFBI捜査官2人がやって来る。ジョーは敵の視線や悪夢に憔悴し、またモノクルで幻視を得たことで、マフィアの口入れ屋・ブーンに助っ人を求める。
黒人のダドリー・ボア、元ナチスのハインリッヒ、元日本軍の神門帯刀の3人が候補に挙げられるも、ジョーの出した条件「霊能や魔術、古代の神々に通じた人材」「ヨス＝トラゴンという名前に反応する者」を踏まえたブーンは神門を選ぶ。（1章）
ブーンに連れられてジョーのもとに向かう神門は、謎の人影を見かけ、かつて遭遇した魔術師クリンゲン・メルゲルスハイムを連想する。ジョーは神門を相談役として正式に雇用したうえで、レンの片眼鏡を見せて、状況を説明する。（2章）
またジョーの戦友であるロバート・ヤスダ上等兵の幽霊が、神門に「バチュラーズ・グローブ。角笛吹きは5匹の蠅を操る」「這いうねる混沌は負債を必ず取り立てる」メッセージを伝える。
3人はメルゲルスハイムの潜伏地と目されるブリュテーゲル邸に赴く。家主は無実だったが、邸宅にFBIのフライ捜査官とウォード捜査官が姿を現す。即ウォードを射殺するも、死んでなお腕が触手と化して襲い掛かり、ジョーからモノクルを奪おうとする。またフライは蠅の翅とゴキブリの顔を持つ異形に変身し、空から銃撃を加えてくる。ジョーはなんとかモノクルを取り戻し、ナイアルラトホテップを顕現させてフライを倒す。（3章）
敵のメッセージを受けて、3人はバチュラーズ・グローブ墓地に向かうが、ブーンが運転する車に追いかけられる。この自動車は黒犬獣であり、霧に変化して攻撃を回避する力を持っていた。さらにダドリーは車のエレメントを吸収して鉄の巨人と化すが、神門は五芒星の特製銃弾を撃ち込みダドリーを倒す。（4章）
メルゲルスハイムの投影体がジョーのもとに現れ、神門を騙し討ちにして殺すよう囁き、ヨス＝トラゴンの印章が刻まれた銀の弾丸を授ける。バチュラーズ・グローブ墓地に到着したジョーと神門に、ハインリッヒが銃撃を仕掛ける。2人はハインリッヒを仕留めるが、メルゲルスハイムはヨス＝トラゴンの投影体を顕現させ、神門は触手に拘束される。メルゲルスハイムはジョーに、神門を殺すようそそのかすも、ジョーは拒否してメルゲルスハイムの心臓とヨス＝トラゴンの触手を撃つ。拘束から解放された神門は、モノクルを用いてナイアルラトホテップを顕現させ、ヨス＝トラゴンを倒す。（5章）

## 主な登場人物

### 主人公
- 「トウキョウ・ジョー」ケン・エトウ（衛藤健） - 主人公。イタリア系犯罪組織マガディーノ・ファミリーの幹部。1950年に31歳。
- 神門帯刀（ごとう たてわき） - 戦時中は大日本帝國陸軍の情報部将校であった。複雑な経歴を持ち、現在も何らかの機関に関わっている模様。メルゲルスハイム曰く「ヨス＝トラゴンにとっても、ナイアルラトホテップにとっても、邪魔者」。
- ポール・ブーン - マフィアの口入れ屋（人材の斡旋役）。シセロに事務所がある。ジョーに神門を斡旋し、その後も同行する。
- 「レンの片眼鏡」 - ナイアルラトホテップに仕えるナチの魔術師が、対ヨス＝トラゴン用に作ったアーティファクト。古のものが造ったオリジナル版（レンのガラス）はあらゆる邪神に対抗できるパワーを秘めていたが、ナチの改造によってヨス＝トラゴンの妖力封じに特化したアイテムとなっている。「魔術的核兵器」とまで表現される代物であり、2邪神が奪い合っている。
- 「アッツォウスの虚言」 - クリンゲン・メルゲルスハイムが記したドイツ語の文献。ジョーが戦後に購入して読んでいる。

### 敵対者たち
- クリンゲン・メルゲルスハイム - ドイツ人魔術師。ヨス＝トラゴンの使徒。口笛で「スウィート・ハート・ソング」を奏でる。FBI捜査官や殺し屋に魔術的改造を施して手駒とする。
- エリック・フライ捜査官 - FBI捜査官。ジョーからは「蠅」とあだ名される。
- ウォード・ハワード捜査官 - FBI捜査官。ジョーからは「蛆」とあだ名される。
- ダドリー・ボア - 黒人の大男。ボクサーくずれの殺し屋。
- ハインリッヒ - 金髪の中年男。ナチ崩れの殺し屋。
- Yoth-Tlaggon - 古代の邪神。投影体が、地中から14本の触手として顕現する。
- Nyarlathotep - 古代の邪神。夜空を覆う影として現れ、7又の触手に実体化する。
- 古のもの - レンの古代種族。ヨス、ナイの両者と敵対していた。モノクルの原材料であるレンのガラスを造った。
- 黒くて矮さいものども - ヨス＝トラゴンの眷属。闇から生じる。
- 二次元の穴 - メルゲルスハイムの魔術またはヨス＝トラゴンの眷属。完全な二次元体をしており、床や天井を滑って自在に移動する。サイズも伸縮可変。鋭い牙が生えており、標的を呑み込む。

### その他
- 「ビッグ」ビリー・ハギティ - マガティーノ・ファミリー構成員。ジョーの世話役・用心棒。凶暴で向こう見ずな大男。穴の怪異に呑み込まれて消失する。
- ロバート・ヤスダ上等兵 - ジョーの軍人時代の戦友。日系二世の米兵。ダッハウで死んだ。ジョーに守護霊として憑いている。
- ペーター・ブリュテーゲル - メルゲルスハイムの偽名と目される人物。]ネイパーヴィル在住のスイス人（ドイツ系）貿易商。40歳。ブリュテーゲルは「蛭」という意味。
- スティーヴン - ケン・エトウの長男。1962年生まれ。
- ラバン・シュルズベリー - 謎の人物。かつてミスカトニック大学に同名の学者が在籍していたが、死亡している。

## 関連作品
- 聖ジェームズ病院 - 1923年のシカゴでナイアルラトホテップが暗躍する。エリオット・ネスとアル・カポネの台頭秘話。
- ヨス＝トラゴンの仮面（邪神帝国2章） - 1937年のベルリンで神門帯刀とメルゲルスハイムが邂逅する。
- 狂気大陸（邪神帝国3章） - 1939年に南極でヨス＝トラゴンの仮面が破壊される。